# کلاوس ریکمان
کلاوس ریکمان (انگلیسی: Klaus Riekemann؛ زادهٔ ۱۹ مهٔ ۱۹۴۰) قایقران روئینگ اهل آلمان بود.
وی در مسابقات کشوری و بین‌المللی در مجموع برندهٔ ۳ مدال طلا، ۱ مدال برنز شده‌است.